# Amazona bodini
Amazona bodini, "nordlig rödryggig amazon", är en fågelart i familjen västpapegojor inom ordningen papegojfåglar.

## Utbredning och systematik
Fågeln förekommer i norra Sydamerika från östra Colombia, österut genom Orinocoflodens bäcken i Venezuela och sporadiskt in i nordvästra Guyana.
Den betraktas oftast som underart till rödryggig amazon (Amazona festiva), men urskiljs sedan 2014 som egen art av Birdlife International, IUCN och Handbook of Birds of the World.

## Status
Den kategoriseras av IUCN som livskraftig.

## Namn
Fågelns vetenskapliga artnamn hedrar Karl August Heinrich Bodinus (1814-1884), tysk läkare och zoolog.